# MAGURA V5
MAGURA V5 (eng. Maritime Autonomous Guard Unmanned Robotic Apparatus V-type – Autonomni pomorski stražarski bespilotni robotski uređaj V-tipa) ukrajinsko je višenamjensko bespilotno površinsko vozilo sposobno za obavljanje različitih zadaća: nadzor, izviđanje, patroliranje, traganje i spašavanje, protuminske protumjere, pomorska sigurnost i borbene misije.

## Razvoj
U studenom 2022. ukrajinska vlada najavila je razvoj ukrajinske borbene površinske bespilotne letjelice s dometom do 800 km. Plovilo je prvi put predstavljeno na Međunarodnom sajmu obrambene industrije (IDEF) koji se održao od 25. do 28. srpnja 2023. godine u Istanbulu u Turskoj. Dana 29. srpnja 2023. izvješće CNN-a potvrdilo je da kamikaza brod MAGURA V5 već postoji ne samo kao izložbeni model, već i kao sustav koji je u potpunosti operativan.

## Operativna uporaba
U studenom 2023. u jednom dokumentiranom operativnom korištenju bespilotnih letjelica, uništene su dvia desantna čamca usidrene u bazi ruske mornarice u mjestu Čornomorske, na zapadnom Krimu.
Početkom 2024. direktor ukrajinske obavještajne službe Kyrilo Budanov naznačio je da je nekoliko MAGURA V5 odgovorno za potapanje ruske raketne korvete Ivanovets klase Tarantul-III.
Dana 14. veljače 2024. nekoliko bespilotnih letjelica MAGURA V5 navodno je korišteno za napad i potapanje velikog desantnog broda Cezar Kunikov u blizini obalnog grada Alupke na Krimu koji je okupirao Rusija.
Dana 5. ožujka 2024. bespilotne letjelice MAGURA V5 korištene su u napadu koji je doveo do potapanja Sergey Kotova u blizini obale Krima.

## Taktičko-tehničke karakteristike
Neke tehničke karakteristike drona objavilo je Ministarstvo digitalne transformacije u studenom 2022.:
- Duljina: 5,5 m
- Bruto težina: < 1000 kg
- Radni raspon: do 400 km
- Raspon rada: do 800 km
- Raspon: do 60 sati
- Nosivost: do 200 kg
- Brzina krstarenja: 41 km/h
- Maksimalna brzina: 42 nm/h (78 km/h)
- Metode navigacije: automatski GNSS, inercijalni, vizualni
- Video prijenos: do tri HD video streama
- Kriptografska zaštita: 256-bitna enkripcija
- Troškovi proizvodnje: oko 273.000 USD

Izvještava se da osim samog drona, opremljenog sustavom autopilota, video podsustavima, uključujući noćni vid, redundantnim komunikacijskim modulima i borbenom jedinicom, uključuje zemaljsku autonomnu upravljačku stanicu, sustav za transport i skladištenje, te podatkovni centar.